# Calcio Catania 2009-2010
Questa voce raccoglie le informazioni riguardanti il Calcio Catania nelle competizioni ufficiali della stagione 2009-2010.

## Stagione
La stagione 2009-2010 è la tredicesima in Serie A per il Catania. Dopo l'addio del tecnico Walter Zenga, al suo posto viene ingaggiato Gianluca Atzori Il Catania parte molto male in campionato, subisce 3 sconfitte nelle prime 3 gare, ottenendo il primo punto alla quarta giornata nel pareggio casalingo con la Lazio. Seguono 11 giornate con 1 vittoria, 5 pareggi (uno dei quali con il Palermo fuori casa) e 5 sconfitte.
L'8 dicembre 2009, dopo 15 giornate nelle quali il Catania ha raccolto solo 9 punti e si trova ultimo in classifica, Atzori viene esonerato; al suo posto viene ingaggiato il serbo Siniša Mihajlović. Dopo aver perso per 1-0 contro il Livorno, il Catania ottiene una storica vittoria sulla Juventus a Torino, dopo 46 anni senza vittorie in casa dei bianconeri. Dopo 5 partite, in cui il Catania ottiene 2 vittorie contro Genoa e Parma, 2 pareggi contro l'Udinese e la Sampdoria a Marassi (che risulterà imbattuta in casa) e 1 sconfitta,  il Catania vince per 1-0 a Roma ai danni della Lazio uscendo dalla zona retrocessione. Nelle successive 4 gare, il Catania perde una sola volta (contro la Roma per 1-0) e vince per 4-0 contro il Bari rivelazione della stagione. Il 14 marzo 2010 il Catania sconfigge in casa l'Inter capolista per 3-1, interrompendo una striscia negativa che vedeva i rossazzurri senza vittorie sui milanesi da 44 anni. Il 24 marzo 2010 nel turno infrasettimanale, il Catania sconfigge anche la Fiorentina per 1-0, dopo 46 anni senza vittorie.
Il 3 aprile 2010 vince anche il derby della Sicilia sconfiggendo il Palermo 2-0 in casa. Il 9 maggio 2010, a seguito del pareggio per 1-1 sul Bologna fuori casa, il Catania ottiene la salvezza matematica. Il Catania chiude il campionato al 13º posto con 45 punti (36 fatti dal nuovo allenatore Mihajlović), cifra che rappresenta il nuovo record di punti in Serie A dei siciliani, superato di due punti quello dell'anno precedente. I successi del girone di ritorno possono essere riconosciuti anche all'attaccante Maxi López, autore di ben undici reti in soli sei mesi e capocannoniere stagionale della squadra.
In Coppa Italia, il Catania esordisce il 15 agosto sconfiggendo per 1-0 la Cremonese. Dopo aver eliminato al quarto turno l'Empoli per 2-0 e il Genoa per 2-1 in Liguria agli ottavi, il Catania viene eliminato dalla Roma ai quarti di finale per 1-0.

## Divise e sponsor
Maglie e sponsor sono i medesimi della stagione precedente.
Lo sponsor tecnico per la stagione 2009-2010 è Legea, mentre lo sponsor ufficiale è SP Energia Siciliana. Il secondo sponsor, presente sulle maglie al di sotto dello sponsor principale è la Provincia di Catania.
| Prima divisa | Seconda divisa | Terza divisa |

## Organigramma societario
ORGANI DI AMMINISTRAZIONE E CONTROLLO
Consiglio di amministrazione
- Presidente: Antonino Pulvirenti
- Presidente onorario: Ignazio Marcoccio
- Vice Presidente: Angelo Vitaliti
- Amministratore delegato: Pietro Lo Monaco

Collegio sindacale
- Presidente: Vincenzo Patti
- Sindaco: Vera Toscano, Giuseppe Caruso

AREE E MANAGEMENT
Area gestione aziendale
- Direttore generale: Pietro Lo Monaco
- Responsabile amministrativo: Carmelo Milazzo
- Segretario generale: Claudio Cammarata
- Segretario sportivo: Giorgio Borbone
- Responsabile logistica e pubbliche relazioni: Giuseppe Franchina
- Consulente legale: Giulia Nicolosi, Michele Scacciante, Paola Santagati, Gianmarco Abbadessa
- Responsabile sicurezza: Arturo Magni
- Magazzinieri: Antonio Pennisi, Alessandro Musumeci

Area comunicazione
- Responsabile comunicazione: Ramona Morelli
- Addetto stampa: Angelo Scaltriti
- Web Designer: Fabio De Luca
- Fotografo: Filippo Galtieri

Area marketing
- Responsabile area marketing: Maurizio Ciancio
- Marketing manager: Antonio Carbone

Area sportiva
- Direttore sportivo: Giuseppe Bonanno
- Responsabile settore giovanile: Alessandro Failla
- Team Manager: Maurizio Patti

Area tecnica
- Allenatore: Gianluca Atzori fino al 7/12/2009, poi Siniša Mihajlović
- Allenatore in seconda: Giuseppe Irrera fino al 7/12/2009, poi Dario Marcolin
- Collaboratore tecnico: Giuseppe Irrera
- Preparatore atletico: Alberto Bartali
- Preparatore dei portieri: Marco Onorati

Area sanitaria
- Responsabile sanitario: Antonio Licciardello
- Medici sociali: Alfio Scudero, Francesco Riso
- Fisioterapista: Giuseppe Dispinzieri
- Massaggiatori: Salvatore Libra, Carmelo Cutroneo

## Rosa
| N. |                       | Ruolo | Calciatore                  |
| -- | --------------------- | ----- | --------------------------- |
| 1  | Slovacchia (bandiera) | P     | Tomáš Košický               |
| 2  | Italia (bandiera)     | D     | Alessandro Potenza          |
| 3  | Argentina (bandiera)  | D     | Nicolás Spolli              |
| 4  | Italia (bandiera)     | C     | Gennaro Delvecchio          |
| 5  | Argentina (bandiera)  | C     | Ezequiel Carboni            |
| 6  | Argentina (bandiera)  | D     | Matías Silvestre            |
| 7  | Italia (bandiera)     | A     | Giuseppe Mascara (capitano) |
| 8  | Argentina (bandiera)  | C     | Pablo Ledesma               |
| 9  | Italia (bandiera)     | A     | Gianvito Plasmati           |
| 10 | Argentina (bandiera)  | C     | Pablo Barrientos            |
| 11 | Argentina (bandiera)  | A     | Maxi López                  |
| 12 | Italia (bandiera)     | D     | Giovanni Marchese           |
| 13 | Argentina (bandiera)  | C     | Mariano Julio Izco          |
| 14 | Italia (bandiera)     | D     | Giuseppe Bellusci           |

| N. |                      | Ruolo | Calciatore              |
| -- | -------------------- | ----- | ----------------------- |
| 15 | Giappone (bandiera)  | A     | Takayuki Morimoto       |
| 16 | Argentina (bandiera) | C     | Cristian Llama          |
| 17 | Italia (bandiera)    | C     | Federico Moretti        |
| 18 | Polonia (bandiera)   | D     | Błażej Augustyn         |
| 19 | Argentina (bandiera) | C     | Adrián Ricchiuti        |
| 20 | Italia (bandiera)    | A     | Orazio Russo            |
| 21 | Argentina (bandiera) | P     | Mariano Andújar         |
| 22 | Argentina (bandiera) | D     | Pablo Sebastián Álvarez |
| 23 | Italia (bandiera)    | D     | Christian Terlizzi      |
| 25 | Uruguay (bandiera)   | A     | Jorge Andrés Martínez   |
| 26 | Italia (bandiera)    | C     | Fabio Sciacca           |
| 27 | Italia (bandiera)    | C     | Marco Biagianti         |
| 30 | Italia (bandiera)    | P     | Andrea Campagnolo       |
| 33 | Italia (bandiera)    | D     | Ciro Capuano            |

## Calciomercato

### Sessione estiva(dal 1/6 al 1/9)
| Acquisti | Acquisti                | Acquisti          | Acquisti                           |
| R.       | Nome                    | da                | Modalità                           |
| -------- | ----------------------- | ----------------- | ---------------------------------- |
| P        | Andrea Campagnolo       | Reggina           | svincolato                         |
| P        | Ciro Polito             | Grosseto          | fine prestito                      |
| P        | Mariano Andújar         | Estudiantes (LP)  | definitivo (2,5 milioni €)         |
| P        | Raffaele Ioime          | Legnano           | fine prestito                      |
| D        | Błażej Augustyn         | Legia Varsavia    | definitivo (0,5 milioni €)         |
| D        | Ciro Capuano            | Palermo           | riscatto da prestito (3 milioni €) |
| D        | Marcello Gazzola        | Avellino          | fine prestito                      |
| D        | Giuseppe Bellusci       | Ascoli            | definitivo (3 milioni €)           |
| D        | Mauro Minelli           | Triestina         | fine prestito                      |
| D        | Nicolás Spolli          | Newell's Old Boys | definitivo (2 milioni €)           |
| D        | Giovanni Marchese       | Chievo            | prestito con diritto di riscatto   |
| C        | Pablo Barrientos        | FK Mosca          | definitivo (4 milioni €)           |
| C        | Gennaro Delvecchio      | Sampdoria         | definitivo (2 milioni €)           |
| C        | Pablo Sebastián Álvarez | Rosario Central   | fine prestito                      |
| C        | Adriano Mezavilla       | Perugia           | fine prestito                      |
| C        | Federico Moretti        | Parma             | definitivo                         |
| C        | Adrián Ricchiuti        | Rimini            | definitivo (0,4 milioni €)         |
| C        | Simone Pesce            | Ascoli            | compartecipazione                  |
| A        | Andrea Catellani        | Reggiana          | riscatto compr.                    |
| A        | Gianvito Plasmati       | Atalanta          | fine prestito                      |
| A        | Babú                    | Avellino          | fine prestito                      |
| A        | Mirko Antenucci         | Pisa              | fine prestito                      |
| A        | Julián Di Cosmo         | Fidelis Andria    | fine prestito                      |

| Cessioni | Cessioni           | Cessioni    | Cessioni                         |
| R.       | Nome               | a           | Modalità                         |
| -------- | ------------------ | ----------- | -------------------------------- |
| P        | Albano Bizzarri    | Lazio       | svincolato                       |
| P        | Paolo Acerbis      | Grosseto    | fine prestito                    |
| P        | Raffaele Ioime     | SPAL        | comproprietà                     |
| P        | Ciro Polito        | Salernitana | definitivo                       |
| D        | Lorenzo Stovini    |             | svincolato                       |
| D        | Marcello Gazzola   | Ascoli      | compartecipazione (0 milioni €)  |
| D        | Cristian Silvestri | Ascoli      | svincolato                       |
| D        | Mauro Minelli      | Sassuolo    | definitivo (0,5 milioni €)       |
| C        | Davide Baiocco     | Brescia     | svincolato                       |
| C        | Francesco Millesi  | Salernitana | svincolato                       |
| C        | Nicolae Dică       | Īraklīs     | prestito con diritto di riscatto |
| C        | Giacomo Tedesco    | Bologna     | definitivo (1,5 milioni €)       |
| C        | Adriano Mezavilla  | Taranto     | comproprietà (0 milioni €)       |
| A        | Gionatha Spinesi   |             | svincolato                       |
| A        | Michele Paolucci   | Udinese     | fine prestito                    |
| A        | Vito Falconieri    | Ascoli      | compartecipazione (0 milioni €)  |
| A        | Babú               | Cisco Roma  | svincolato                       |
| A        | Mirko Antenucci    | Ascoli      | temporaneo                       |
| A        | Andrea Catellani   | Modena      | temporaneo                       |
| A        | Julián Di Cosmo    | Colligiana  | definitivo                       |

### Sessione invernale(dal 2/1 all'1/2)
| Acquisti | Acquisti   | Acquisti | Acquisti   |
| R.       | Nome       | da       | Modalità   |
| -------- | ---------- | -------- | ---------- |
| A        | Maxi López | Grêmio   | definitivo |

| Cessioni | Cessioni     | Cessioni | Cessioni |
| R.       | Nome         | a        | Modalità |
| -------- | ------------ | -------- | -------- |
| C        | Simone Pesce | Ascoli   | prestito |

## Risultati

### Serie A

#### Girone di andata
| Arbitro: | Banti (Livorno) |

|              |           |                              |
| Morimoto 38’ | Marcatori | 9’ Pazzini 90+3’ Gastaldello |

| Arbitro: | Mazzoleni (Bergamo) |

|                           |           |               |
| Galloppa 13’ Paloschi 47’ | Marcatori | 15’ Biagianti |

| Arbitro: | Bergonzi (Genova) |

|                                                 |           |                                 |
| Floro Flores 29’ Di Natale 55’, 69’ (rig.), 79’ | Marcatori | 11’ Morimoto 34’ (rig.) Mascara |

| Arbitro: | Morganti (Ascoli Piceno) |

|              |           |          |
| Martínez 12’ | Marcatori | 57’ Cruz |

| Bergamo 23 settembre 2009, ore 20:45 CEST 5ª giornata | Atalanta            | 0 – 0 referto | Catania | Stadio Atleti Azzurri d'Italia (11.152 spett.)\| Arbitro: \| De Marco (Chiavari) \| |
| Arbitro:                                              | De Marco (Chiavari) |               |         |                                                                                     |

| Arbitro: | Saccani (Mantova) |

|              |           |                |
| Morimoto 22’ | Marcatori | 90+2’ De Rossi |

| Bari 3 ottobre 2009, ore 18:00 CEST 7ª giornata | Bari           | 0 – 0 referto | Catania | Stadio San Nicola (16.778 spett.)\| Arbitro: \| Romeo (Verona) \| |
| Arbitro:                                        | Romeo (Verona) |               |         |                                                                   |

| Arbitro: | Damato (Barletta) |

|                            |           |             |
| Ricchiuti 37’ Martínez 88’ | Marcatori | 45’ Dessena |

| Arbitro: | Giannoccaro (Lecce) |

|                          |           |                    |
| Muntari 12’ Sneijder 31’ | Marcatori | 84’ (rig.) Mascara |

| Arbitro: | Valeri (Roma) |

|                    |           |                             |
| Mascara 42’ (rig.) | Marcatori | 32’ Mantovani 70’ Marcolini |

| Arbitro: | Tagliavento (Terni) |

|                                  |           |             |
| Marchionni 4’, 69’ Gilardino 85’ | Marcatori | 48’ Mascara |

| Catania 7 novembre 2009, ore 18.00 CET 12ª giornata | Catania          | 0 – 0 referto | Napoli | Stadio Angelo Massimino (14.106 spett.)\| Arbitro: \| Rosetti (Torino) \| |
| Arbitro:                                            | Rosetti (Torino) |               |        |                                                                           |

| Arbitro: | Romeo (Verona) |

|               |           |              |
| Migliaccio 4’ | Marcatori | 10’ Martínez |

| Arbitro: | Brighi (Cesena) |

|  |           |                        |
|  | Marcatori | 90+3’, 90+5’ Huntelaar |

| Arbitro: | Tagliavento (Terni) |

|                                   |           |                   |
| Calaiò 50’ Terzi 56’ Paolucci 62’ | Marcatori | 14’, 55’ Martínez |

| Arbitro: | Orsato (Schio) |

|  |           |                  |
|  | Marcatori | 88’ Danilevičius |

| Arbitro: | Pierpaoli (Firenze) |

|                  |           |                              |
| Salihamidžić 66’ | Marcatori | 23’ (rig.) Martínez 87’ Izco |

| Arbitro: | Trefoloni (Siena) |

|            |           |  |
| Spolli 81’ | Marcatori |  |

| Arbitro: | Rosetti (Torino) |

|                      |           |  |
| Mesto 36’ Sculli 71’ | Marcatori |  |

#### Girone di ritorno
| Arbitro: | Morganti (Ascoli Piceno) |

|                    |           |           |
| Pazzini 45’ (rig.) | Marcatori | 14’ Llama |

| Arbitro: | Gervasoni (Mantova) |

|                                       |           |  |
| Mascara 15’ Martínez 71’ Morimoto 77’ | Marcatori |  |

| Arbitro: | Romeo (Verona) |

|               |           |                  |
| Biagianti 80’ | Marcatori | 32’ Floro Flores |

| Arbitro: | Gava (Conegliano) |

|  |           |                |
|  | Marcatori | 63’ Maxi López |

| Catania 14 febbraio 2010, ore 15:00 CET 24ª giornata | Catania           | 0 – 0 referto | Atalanta | Stadio Angelo Massimino (19.071 spett.)\| Arbitro: \| Trefoloni (Siena) \| |
| Arbitro:                                             | Trefoloni (Siena) |               |          |                                                                            |

| Arbitro: | Bergonzi (Genova) |

|             |           |  |
| Vučinić 18’ | Marcatori |  |

| Arbitro: | Peruzzo (Schio) |

|                                                    |           |  |
| Ricchiuti 4’ Llama 40’ Morimoto 36’ Martínez 90+1’ | Marcatori |  |

| Arbitro: | Pierpaoli (Firenze) |

|                      |           |                                   |
| Lazzari 9’ Cossu 74’ | Marcatori | 31’ (rig.) Mascara 35’ Maxi López |

| Arbitro: | Valeri (Roma) |

|                                                |           |            |
| Maxi López 74’ Mascara 81’ (rig.) Martínez 90’ | Marcatori | 54’ Milito |

| Arbitro: | Giannoccaro (Lecce) |

|                |           |                       |
| Pellissier 64’ | Marcatori | 74’ (rig.) Maxi López |

| Arbitro: | Gervasoni (Mantova) |

|            |           |  |
| Mascara 2’ | Marcatori |  |

| Arbitro: | Valeri (Roma) |

|                 |           |  |
| P. Cannavaro 5’ | Marcatori |  |

| Arbitro: | Tagliavento (Terni) |

|                     |           |  |
| Maxi López 13’, 32’ | Marcatori |  |

| Arbitro: | Orsato (Schio) |

|                    |           |                              |
| Borriello 47’, 80’ | Marcatori | 12’ Maxi López 43’ Ricchiuti |

| Arbitro: | Gava (Conegliano) |

|                              |           |                              |
| Maxi López 11’ Biagianti 51’ | Marcatori | 49’ Maccarone 69’ Vergassola |

| Arbitro: | Pierpaoli (Firenze) |

|                                            |           |                |
| C. Lucarelli 50’ Bellucci 60’ Bergvold 66’ | Marcatori | 87’ Maxi López |

| Arbitro: | Orsato (Schio) |

|               |           |               |
| Silvestre 24’ | Marcatori | 52’ Marchisio |

| Arbitro: | Giannoccaro (Lecce) |

|             |           |                |
| Di Vaio 15’ | Marcatori | 51’ Maxi López |

| Arbitro: | Candussio (Cervignano del Friuli) |

|                |           |  |
| Maxi López 15’ | Marcatori |  |

### Coppa Italia

#### Turni preliminari
| Arbitro: | Velotto (Grosseto) |

|             |           |  |
| Mascara 44’ | Marcatori |  |

| Arbitro: | Valeri (Roma) |

|                                |           |  |
| Moretti 7’ Morimoto 74’ (rig.) | Marcatori |  |

#### Fase finale
| Arbitro: | Velotto (Grosseto) |

|          |           |                 |
| Rossi 7’ | Marcatori | 4’, 8’ Plasmati |

| Arbitro: | Pierpaoli (Firenze) |

|              |           |  |
| De Rossi 28’ | Marcatori |  |

## Statistiche

### Statistiche di squadra
| Competizione | Punti | In casa | In casa | In casa | In casa | In casa | In casa | In trasferta | In trasferta | In trasferta | In trasferta | In trasferta | In trasferta | Totale | Totale | Totale | Totale | Totale | Totale | DR |
| Competizione | Punti | G       | V       | N       | P       | Gf      | Gs      | G            | V            | N            | P            | Gf           | Gs           | G      | V      | N      | P      | Gf     | Gs     | DR |
| ------------ | ----- | ------- | ------- | ------- | ------- | ------- | ------- | ------------ | ------------ | ------------ | ------------ | ------------ | ------------ | ------ | ------ | ------ | ------ | ------ | ------ | -- |
| Serie A      | 45    | 19      | 8       | 7       | 4       | 25      | 15      | 19           | 2            | 8            | 9            | 19           | 30           | 38     | 10     | 15     | 13     | 44     | 45     | -1 |
| Coppa Italia | -     | 2       | 2       | 0       | 0       | 3       | 0       | 2            | 1            | 0            | 1            | 2            | 2            | 4      | 3      | 0      | 1      | 5      | 2      | +3 |
| Totale       | 45    | 21      | 10      | 7       | 4       | 28      | 15      | 21           | 3            | 8            | 10           | 21           | 32           | 42     | 13     | 15     | 14     | 49     | 47     | +2 |

### Andamento in campionato
| Giornata  | 1  | 2  | 3  | 4  | 5  | 6  | 7  | 8  | 9  | 10 | 11 | 12 | 13 | 14 | 15 | 16 | 17 | 18 | 19 | 20 | 21 | 22 | 23 | 24 | 25 | 26 | 27 | 28 | 29 | 30 | 31 | 32 | 33 | 34 | 35 | 36 | 37 | 38 |
| --------- | -- | -- | -- | -- | -- | -- | -- | -- | -- | -- | -- | -- | -- | -- | -- | -- | -- | -- | -- | -- | -- | -- | -- | -- | -- | -- | -- | -- | -- | -- | -- | -- | -- | -- | -- | -- | -- | -- |
| Luogo     | C  | T  | T  | C  | T  | C  | T  | C  | T  | C  | T  | C  | T  | C  | T  | C  | T  | C  | T  | T  | C  | C  | T  | C  | T  | C  | T  | C  | T  | C  | T  | C  | T  | C  | T  | C  | T  | C  |
| Risultato | P  | P  | P  | N  | N  | N  | N  | V  | P  | P  | P  | N  | N  | P  | P  | P  | V  | V  | P  | N  | V  | N  | V  | N  | P  | V  | N  | V  | N  | V  | P  | V  | N  | N  | P  | N  | N  | V  |
| Posizione | 16 | 17 | 20 | 18 | 18 | 18 | 18 | 15 | 17 | 19 | 19 | 19 | 19 | 19 | 19 | 20 | 19 | 18 | 18 | 19 | 18 | 18 | 16 | 17 | 17 | 15 | 15 | 15 | 15 | 14 | 14 | 13 | 13 | 14 | 15 | 15 | 16 | 13 |

Legenda:

Luogo: C = Casa; T = Trasferta. Risultato: V = Vittoria; N = Pareggio; P = Sconfitta.

### Statistiche dei giocatori
| Giocatore     | Serie A  | Serie A | Serie A     | Serie A    | Coppa Italia | Coppa Italia | Coppa Italia | Coppa Italia | Totale   | Totale | Totale      | Totale     |
| Giocatore     | Presenze | Reti    | Ammonizioni | Espulsioni | Presenze     | Reti         | Ammonizioni  | Espulsioni   | Presenze | Reti   | Ammonizioni | Espulsioni |
| ------------- | -------- | ------- | ----------- | ---------- | ------------ | ------------ | ------------ | ------------ | -------- | ------ | ----------- | ---------- |
| P. Álvarez    | 25       | 0       | 5           | 0          | 1            | 0            | 0            | 0            | 26       | 0      | 5           | 0          |
| M. Andújar    | 35       | -41     | 3           | 0          | 0            | 0            | 0            | 0            | 35       | -41    | 3           | 0          |
| B. Augustyn   | 10       | 0       | 6           | 1          | 4            | 0            | 4            | 1            | 14       | 0      | 10          | 2          |
| P. Barrientos | 2        | 0       | 0           | 0          | 0            | 0            | 0            | 0            | 2        | 0      | 0           | 0          |
| G. Bellusci   | 12       | 0       | 4           | 1          | 3            | 0            | 2            | 1            | 15       | 0      | 6           | 2          |
| M. Biagianti  | 36       | 3       | 8           | 0          | 0            | 0            | 0            | 0            | 36       | 3      | 8           | 0          |
| A. Campagnolo | 3        | -3      | 0           | 0          | 4            | -2           | 0            | 0            | 7        | -5     | 0           | 0          |
| C. Capuano    | 30       | 0       | 7           | 2          | 3            | 0            | 0            | 0            | 33       | 0      | 7           | 2          |
| E. Carboni    | 28       | 0       | 6           | 0          | 2            | 0            | 0            | 0            | 30       | 0      | 6           | 0          |
| G. Delvecchio | 17       | 0       | 4           | 1          | 2            | 0            | 0            | 0            | 19       | 0      | 4           | 1          |
| M. Izco       | 32       | 1       | 1           | 0          | 4            | 0            | 0            | 0            | 36       | 1      | 1           | 0          |
| T. Košický    | 1        | -1      | 0           | 0          | 0            | 0            | 0            | 0            | 1        | -1     | 0           | 0          |
| P. Ledesma    | 16       | 0       | 4           | 0          | 3            | 0            | 0            | 0            | 19       | 0      | 4           | 0          |
| C. Llama      | 23       | 2       | 6           | 0          | 2            | 0            | 0            | 0            | 25       | 2      | 6           | 0          |
| M. López      | 17       | 11      | 3           | 0          | 0            | 0            | 0            | 0            | 17       | 11     | 3           | 0          |
| G. Marchese   | 4        | 0       | 1           | 0          | 0            | 0            | 0            | 0            | 4        | 0      | 1           | 0          |
| J. Martínez   | 25       | 9       | 4           | 0          | 1            | 0            | 0            | 0            | 26       | 9      | 4           | 0          |
| G. Mascara    | 34       | 8       | 11          | 1          | 3            | 1            | 1            | 0            | 37       | 9      | 12          | 1          |
| F. Moretti    | 2        | 0       | 0           | 0          | 3            | 1            | 1            | 0            | 5        | 1      | 1           | 0          |
| T. Morimoto   | 27       | 5       | 3           | 1          | 4            | 1            | 0            | 0            | 31       | 6      | 3           | 1          |
| F. Nicastro   | 0        | 0       | 0           | 0          | 1            | 0            | 0            | 0            | 1        | 0      | 0           | 0          |
| S. Pesce      | 4        | 0       | 2           | 0          | 0            | 0            | 0            | 0            | 4        | 0      | 2           | 0          |
| G. Plasmati   | 13       | 0       | 0           | 0          | 4            | 2            | 0            | 0            | 17       | 2      | 0           | 0          |
| A. Potenza    | 19       | 0       | 4           | 0          | 3            | 0            | 0            | 0            | 22       | 0      | 4           | 0          |
| A. Ricchiuti  | 27       | 3       | 3           | 0          | 3            | 0            | 0            | 0            | 30       | 3      | 3           | 0          |
| G. Sardo      | 1        | 0       | 1           | 0          | 1            | 0            | 0            | 0            | 2        | 0      | 1           | 0          |
| F. Sciacca    | 4        | 0       | 0           | 0          | 0            | 0            | 0            | 0            | 4        | 0      | 0           | 0          |
| M. Silvestre  | 35       | 1       | 8           | 0          | 1            | 0            | 0            | 0            | 36       | 1      | 8           | 0          |
| N. Spolli     | 26       | 1       | 9           | 0          | 1            | 0            | 0            | 0            | 27       | 1      | 9           | 0          |
| C. Terlizzi   | 17       | 0       | 2           | 0          | 2            | 0            | 0            | 0            | 19       | 0      | 2           | 0          |

## Giovanili

### Organigramma societario
Area direttiva
- Presidente: Lino Gurrisi
- Responsabile: Alessandro Failla, Roberto Buttò
- Segretario settore giovanile: Giorgio Borbone

Area organizzativa
- Dirigente accompagnatore Primavera: Antonio Varsallona
- Dirigente accompagnatore squadre nazionali: Alessandro Musumeci
- Dirigente accompagnatore squadre regionali: Ettore Gaziano, Riccardo Laudani, Antonio Beccaria
- Dirigente accompagnatore squadre Esordienti: Salvatore Di Grazia, Orazio Leone

Area tecnica
- Allenatore Primavera: Salvatore Amura
- Allenatore Berretti: Francesco Russo
- Allenatore Allievi Nazionali: Ezio Raciti
- Allenatore Giovanissimi Nazionali: Giovanni Pulvirenti
- Allenatore Allievi Regionali squadra A: Roberto La Causa
- Allenatore Allievi Regionali squadra B: Giuseppe Spada
- Allenatore Giovanissimi Regionali squadra A: Mario Giuffrida
- Allenatore Giovanissimi Regionali squadra B: Fabio Zoccoli
- Allenatore Esordienti A: Paolo Riela
- Allenatore Esordienti B: Francesco Santonocito
- Allenatore Esordienti C: Antonio Berté
- Collaboratore tecnico: Walter Salvo, Antonio Torrisi, Marco Consiglio, Mirko Antoci, Giuseppe Colombino, Mauro Genova
- Allenatore portieri: Andrea Condorelli, Gino Indelicato, Giovanni Iuculano, Vincenzo Di Muro, Salvatore Mastroeli

Area sanitaria
- Medico: Mauro Sammarco, Marco Gerardi, Giuseppe Reitano, Giacomo Nicosia, Domenico Spinella, Alfio Azzolina, Alfio Scalisi
- Fisioterapista: Antonio Schillaci, Fabio Patena
- Massaggiatore: Salvatore Barbagallo, Martino Scudero